# 1972年ミュンヘンオリンピックのイタリア選手団
1972年ミュンヘンオリンピックのイタリア選手団（1972ねんミュンヘンオリンピックのイタリアせんしゅだん）は、1972年8月26日から9月11日にかけて西ドイツのミュンヘンで開催された1972年ミュンヘンオリンピックのイタリア選手団、およびその競技結果。

## 概要
今大会は金メダル5個、銀メダル3個、銅メダル10個の合計18個のメダルを獲得した。

## メダル
| メダル | 選手名                 | 競技 | 種目                 |
| ------ | ---------------------- | ---- | -------------------- |
| 銀     | ノヴェッラ・カリガリス | 競泳 | 女子400m自由形       |
| 銅     | ピエトロ・メンネア     | 陸上 | 男子200m             |
| 銅     | パオラ・カッシ         | 陸上 | 女子1500m            |
| 銅     | ノヴェッラ・カリガリス | 競泳 | 女子800m自由形       |
| 銅     | ノヴェッラ・カリガリス | 競泳 | 女子400m個人メドレー |